# Cretonia floccifera
Cretonia floccifera là một loài bướm đêm trong họ Noctuidae.